# امیدوارم تا لحظه مرگت بدبختی بکشی
«امیدوارم تا لحظهٔ مرگت بدبختی بکشی» (به انگلیسی: i hope ur miserable until ur dead) ترانه‌ای از موسیقی‌دان و شخصیت رسانه‌ای آمریکایی نسا برت می‌باشد که در ۶ اوت سال ۲۰۲۱ به‌عنوان تک‌آهنگ اصلی نخستین ئی‌پی وی تحت عنوان زهر زیبا منتشر گردید. این ترانه در بیلبورد هات ۱۰۰ به رتبهٔ ۸۸ رسید و تبدیل به اولین ترانهٔ برت شد که به این جدول دست یافته‌است.